# Conde de Seixas

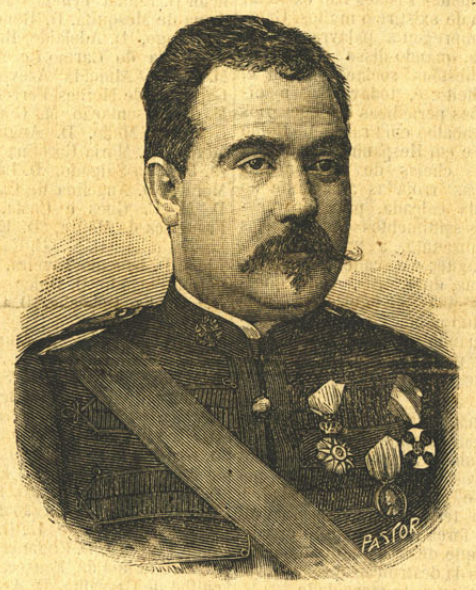
O Conde de Seixas, numa gravura publicada em 1886

O título de Conde de Seixas foi criado por decreto de 24 de Dezembro de 1906 do rei D. Carlos I de Portugal a favor de Roque Augusto de Seixas, único titular.

## Titulares
1. Roque Augusto de Seixas
O título encontra-se actualmente extinto.